# Virilstimme
Eine Virilstimme (lat. vir „Mann“) war eine Einzelstimme eines Stimmberechtigten auf dem Reichstag im Heiligen Römischen Reich, dessen Kreistagen oder Grafentagen. Sie stand im Gegensatz zu den Kuriatstimmen, bei denen sich mehrere Stimmberechtigte eine Stimme teilten.
Während Kurfürsten und Reichsfürsten auf den Reichstagen bis 1806 Virilstimmen führten, wurden den Reichsgrafen und Reichsprälaten um 1524 Kuriatsstimmen je „Bank“ verliehen. Somit mussten sich beispielsweise rund 100 Reichsgrafen vier Kuriatsstimmen teilen.
Besonders nach 1668 zu Zeiten des Immerwährenden Reichstags konnte ein Gesandter die Virilstimmen gleich mehrerer Reichsfürsten tragen. Er führte ihre Stimmen auf Anweisung gemäß dem Willen ihrer eigentlichen Träger aus.
Im Bundestag (oder Bundesversammlung) des Deutschen Bundes 1815–1866 trugen die Vertreter der größeren deutschen Staaten ebenfalls Virilstimmen, während mehrere kleine Herrschaften zu Kuriatstimmen zusammengefasst waren.
In den Landtagen der Kronländer des Kaisertums Österreich und von 1867 an Österreich-Ungarns blieben die Virilstimmen des höheren Klerus bis 1918 erhalten.